# 2015 VL168
2015 VL168 est un objet transneptunien, étant au moment de sa découverte l'un des 30 corps les plus éloignés connus du système solaire, il fait environ 240 km de diamètre.